# Sequenza (narratologia)
In narratologia, una sequenza (spesso meglio specificata come "sequenza narratologica") è un'unità minima ed indivisibile di un testo narrativo, di per sé sensata e compiuta. Più in generale, si indica per sequenza narrativa un insieme di frasi e proposizioni con un senso logico che esprimono, nel complesso, fatti e avvenimenti fra loro collegati, col semplice fine di comunicare delle esperienze al lettore o, con quello prettamente fiabesco, di comunicare morali e valori. Fin dall'antichità sono state individuate svariate tipologie narratologiche, di cui le più semplici e usate sono quattro: quella narrativa, quella discorsiva, quella descrittiva e quella riflessiva, ognuna con proprietà e modalità di uso caratteristiche e differenti.
La cosa fondamentale che rende le sequenze un argomento centrale della narratologia è il fatto di poter essere collegate fra loro in svariati modi (a patto di comunicare qualcosa di sensato). Si potrebbe perciò definire il concetto di testo narrativo a partire da quello di sequenza, indicandolo come un loro insieme di senso compiuto. Ci sono, infine, degli elementi, come il cambiamento di tempo, di luogo, di personaggi, di modalità di narrazione, ecc. che permettono di verificare l'effettivo passaggio da una all'altra sequenza.

## Prime proprietà delle sequenze narrative
Un primo sguardo alle sequenze narrative ci permette di distinguere alcuni tratti distintivi di questi importanti concetti narratologici. Prima di tutto bisogna puntualizzare che le sequenze non hanno una lunghezza prefissata. Esse possono perciò durare da pochi righi ad intere pagine. In secondo luogo nella loro suddivisione c'è sempre un margine di soggettività. Dunque finché si parte da un insieme di sequenze e si arriva ad un testo, la loro suddivisione è ben certa, ma nel momento in cui vien richiesta una suddivisione di un testo compatto, questa sicurezza viene a mancare proprio per la summenzionata soggettività intrinseca di questi oggetti narratologici.

## Classificazione delle sequenze narratologiche
Volendo dare una suddivisione caratteristica delle sequenza, esse possono essere distinte in semplici e miste.

### Sequenze semplici
Una sequenza semplice è una sequenza caratterizzata dal fatto che nella sua narrazione e nel suo scopo sono individuabili caratteri univoci che la distinguono e la rendono classificabile come una ed una sola tipologia di sequenza. Le sequenze rientranti in questa classe vengono classicamente suddivise in dinamiche e statiche.

#### Sequenze semplici dinamiche
Queste sequenze semplici presentano caratteristicamente la presenza di azione. In esse la narrazione viene portata avanti e di conseguenza possono essere considerate il motore dei testi. Sono molto comuni in narrativa e in effetti ne costituiscono la base. Anche qui troviamo un'ulteriore suddivisione della classe: sequenze narrative e sequenze dialogiche.

##### Sequenze narrative
Queste corrispondono al più importante e potente mezzo della narrativa. Esse infatti dispendiano il testo, di cui fanno parte, di informazioni cruciali, mandano avanti la storia insomma, creano la narrazione. Tramite esse è possibile la formulazione di una storia.

##### Sequenze dialogiche (o discorsive)
Sono un altro indispensabile elemento della narrazione. Tramite esse i personaggi colloquiano e si scambiano informazioni. Esse possono venir trascritte in forma diretta, in cui i discorsi o i pensieri vengono riportati, appunto, direttamente, dopo i due punti e chiusi tra virgolette o barrette, o in forma indiretta, in cui le frasi vengono ricostruite da un terzo (che è spesso lo stesso narratore) modificando secondo le regole della lingua dei tempi e modi verbali, aggettivi e pronomi ed altre parti del discorso.

#### Sequenze semplici statiche
Questo tipo di sequenze aggiunge nuove informazioni senza che la narrazione vada avanti.

##### Sequenze descrittive
Arrivano a caratterizzare i testi descrittivi ed hanno l'unico ma fondamentale scopo di arricchire di informazioni la narrazione circa un oggetto, un luogo o un qualsivoglia essere vivente, compreso, ovviamente, anche l'uomo. All'interno dei testi narrativi possono avere vari scopi secondari, da quello di sfondo ad una situazione a quello di evocatrice di atmosfera. Talvolta, però, possono essere trovati anche significati molto più astratti, come quello di comunicare un ideale o il modo di pensare e quello di raffigurare luoghi comuni o situazioni inverosimili che vanno a contribuire allegoricamente al testo.

##### Sequenze riflessive
Hanno la caratteristica di riportare le riflessioni dell'autore circa ciò che avviene, che è avvenuto o che potrebbe avvenire nelle sequenze dinamiche successive. Esse raffigurano un momento di pausa in cui il tempo non scorre più e il lettore viene portato fuori dalla narrazione per riflettere senza influire sulla trama. Spesso tali sequenze si trovano come brevi discorsi fuori campo dell'autore.

### Sequenze miste
Sono caratterizzate dalla presenza di più sequenze mischiate assieme. In esse possono essere ovviamente riscontrate tutte le suddivisioni precedentemente riportate.

## Composizioni di più sequenze
Come precedentemente affermato, un insieme di sequenze si dice testo, ma quando il numero di sequenze è molto elevato (come capita ad esempio durante la stesura di un libro), questo concetto non è più palesemente efficace. Si ricorre così alle composizioni di sequenze, ovvero ad insiemi di sequenze narrative appartenenti ad un testo che ne è troppo ricco per usufruire del semplice concetto di sequenza al fine di riassumerlo o, meglio, di lavorarci facilmente sopra.

### Macrosequenza
La Macrosequenza è un insieme di più sequenze con più punti in comune tra loro. 
ES: (Luogo, Tempo, ecc. )